# 이시우 (남자 배우)
이시우(본명: 이찬선, 1999년 12월 19일 ~ )는 대한민국의 배우이다. 앤피오엔터테인먼트 소속이며, 웹드라마 《복수노트》로 데뷔하였다.

## 출연작
- 《복수노트》 (2019년, 웹드라마)
- 《하이바이, 마마!》 (2020년, tvN) - 강필승 역
- 《목표가 생겼다》 (2021년, MBC) - 준식 역
- 《KBS 드라마 스페셜 - 얼룩》 (2022년, KBS2) - 장연준 역
- 《종이달》 (2023년, 지니 TV, ENA) - 윤민재 역
- 《이번 생도 잘 부탁해》 (2023년, tvN) - 하도진 역
- 《소년시대》 (2023년, 쿠팡플레이) - 정경태 역
- 《완벽한 가족》 (2024년, KBS2) - 지현우 역
- 《O'PENing - 고물상 미란이》 (2024년, tvN) - 박진구 역
- 《사랑은 외나무다리에서》 (2024년, tvN) - 공문수 역